# Grau acadèmic
Un grau acadèmic és una títol atorgat per alguna institució educativa, generalment després de la finalització exitosa d'algun programa d'estudis.

## Història
Les primeres universitats europees van ser fundades en els segles xii i xiii. L'ensenyament el portaven a terme, com en altres professions, persones degudament qualificades. De la mateixa forma en la qual un fuster obtenia la condició de fuster mestre quan la seva lliga ho veia qualificat, un professor es convertia en mestre quan la seva lliga li donava la llicència de la seva professió.
Els candidats que completaven tres o quatre anys d'estudi dels textos prescrits en el trivium (gramàtica, retòrica i lògica), i que passaven els exàmens conduïts pels seus mestres, obtenien el grau de batxiller. Un grau era llavors un pas en el camí de convertir-se en un mestre qualificat - d'aquí la paraula "graduat", basada en el Llatí gradus ("pas").
Avui dia els termes mestre, doctor i professor signifiquen nivells diferents d'assoliment acadèmic, però inicialment van ser equivalents. La Universitat de Bolonya, considerada la més antiga d'Europa, va ser la primera institució a atorgar el títol de Doctor en Llei Civil en els últims anys del segle XII; també atorgava graus similars en altres matèries, incloent la medicina. Noti's que avui dia solament en medicina s'aplica el terme de doctor per als estudiants que han completat el seu primer nivell de formació acadèmica, això considerant que el títol original (M.D.) significa "Doctor en Medicina", i ve del llatí (docere: ensenyar).
La Universitat de París va usar el terme màster per als seus graduats, pràctica que va ser adoptada per les universitats angleses d'Oxford i Cambridge.
Els noms dels graus eventualment es van vincular amb les matèries estudiades. Els escolars de les facultats d'arts o gramàtica eren coneguts com a mestres, però aquells en filosofia, medicina i lleis eren coneguts com a doctors. El grau de doctor va assumir una posició major que la del grau de mestre, ja que l'estudi de les arts o de la gramàtica era un requisit necessari per a estudiar filosofia, medicina i lleis. Això va conduir a la jerarquia moderna en la qual el títol de Doctor en Filosofia (Ph.D) és un grau més avançat que el de Mestre en Arts (M.A.). La pràctica d'utilitzar el terme doctor per a tots els graus avançats es va desenvolupar en les universitats alemanyes i es va estendre per tot el món.

## Tipus de graus acadèmics
En les diferents tradicions universitàries s'estableixen diferències entre els tipus de graus, establint-se títols de pregrau i títols de postgrau, sent els primers un requisit per a obtenir els segons. En tals casos, el títol de grau habilita professionalment però no per a les funcions superiors, reservades a aquells que han obtingut un postgrau.
El títol de professor és de pregrau en alguns llocs (en alguns casos a Argentina, per exemple), i de postgrau en altres (Alemanya, Dinamarca, i altres).

## Diferències actuals segons països
La terminologia francesa està relacionada amb els significats originals dels termes. El baccalauréat (cf. batxiller) és el grau que es confereix als estudiants francesos que han completat reeixidament la seva educació secundària i serveix per a ingressar a la universitat. Quan els estudiants es graduen de la universitat, se'ls atorga una llicència, la qual cosa és similar al que una lliga professional hagués fet, i això els habilita per a ensenyar en institucions d'educació secundària o per a prosseguir els seus estudis.
En Alemanya, el doctorat encara és el grau més gran atorgat; es poden incloure afegits al títol que especifiquin l'àrea d'estudi, com Dr.rer.nat. (Doktor rerum naturalium) en les ciències naturals o Dr.med. (Doktor medicinae) en medicina.
Actualment, a Europa s'estan harmonitzant els graus a través del Procés de Bolonya, que es basa en la jerarquia bàsica de tres nivells (Grau, Màster i Doctorat) que s'empra actualment al Regne Unit i en els Estats Units. Aquest sistema està reemplaçant gradualment el sistema de dos nivells que s'usa en altres països.